# Ordem de Libertação
A Ordem de Libertação (chinês simplificado: 解放勋章, pinyin: Jiěfàng Xūnzhāng)  foi um prêmio militar chinês concedido aos heróis que atuaram na libertação da China continental no período entre 3 de setembro de 1945 e 30 de junho de 1950 da Segunda Guerra Civil Chinesa. Existem três graus dessa premiação: Medalha de Primeira Classe, Medalha de Segunda Classe e Medalha de Terceira Classe.

## Padrão

### Barreta

1ª Classe
2ª Classe
3ª Classe

## Condecorados notáveis
- Marechais: Zhu De, Peng Dehuai, Lin Biao, Liu Bocheng, He Long, Chen Yi, Luo Ronghuan, Xu Xiangqian, Nie Rongzhen e Ye Jianying.
- Generais Sêniores: Su Yu, Xu Haidong, Huang Kecheng, Chen Geng, Tan Zheng, Xiao Jinguang, Zhang Yunyi, Luo Ruiqing, Wang Shusheng e Xu Guangda.
- Generais: Tao Zhiyue, Huang Yongsheng, Dong Qiwu, etc.
- Tenentes-Generais: Ding Qiusheng, Wang Jinshan, Wang Enmao, etc.
- Majores-Generais: Ye Changgen, Li Zhen, Liu Ziqi, Sun Chaoqun, etc.